# Gmina Petrovo
Gmina Petrovo (serb. Општина Петрово / Opština Petrovo) – gmina w Bośni i Hercegowinie, w Republice Serbskiej. W 2013 roku liczyła 6317 mieszkańców.